# شاه سلطان حسین
شاه سلطان حسین (اکتبر ۱۶۶۸ – ۱۵ نوامبر ۱۷۲۶ میلادی) نهمین شاه ایران صفوی بود که از ۱۶۹۴ تا ۱۷۲۲ میلادی حکومت کرد. او فرزند و جانشین شاه سلیمان یکم بود. حکومت شاه سلطان حسین با قیام افغان‌ها به رهبری محمود افغان، و سقوط اصفهان در سال ۱۱۰۱ خورشیدی به پایان رسید.
سلطان حسین که در حرم‌سرا متولد و پرورش یافته بود، با تجربیات محدود از زندگی و دانش اندک در امور کشورداری به تخت نشست. او با حمایت عمه بزرگ و قدرتمند خود، مریم بیگم، و خواجگان دربار که به دنبال افزایش نفوذ خود از طریق حاکمی ضعیف و تأثیرپذیر بودند، به پادشاهی رسید. در طول سلطنتش، سلطان حسین به دلیل تقوای افراطی آمیخته با خرافات، شخصیت تأثیرپذیر، لذت‌جویی بیش از حد، فساد اخلاقی و اسراف شناخته شد. نویسندگان معاصر و بعدی این ویژگی‌ها را از عوامل مؤثر در افول کشور دانسته‌اند.
دهه پایانی سلطنت سلطان حسین با ناآرامی‌های شهری، شورش‌های قبیله‌ای و تجاوز همسایگان به مرزهای کشور همراه بود. بزرگ‌ترین تهدید از شرق و از سوی افغان‌ها به رهبری میرویس خان هوتک پدید آمد که علیه دولت صفوی شورش کرده بودند. پسر و جانشین میرویس، محمود هوتکی، به مرکز کشور حمله کرد و در سال ۱۷۲۲ پایتخت، اصفهان، را محاصره کرد. قحطی به‌زودی شهر را فراگرفت و سلطان حسین را وادار به تسلیم در ۲۱ اکتبر ۱۷۲۲ کرد. او نشان‌های سلطنتی خود را به محمود هوتکی تحویل داد و محمود که او را زندانی کرد، حاکم جدید شهر شد. در نوامبر همان سال، پسر سوم سلطان‌حسین و ولیعهد او، در قزوین خود را به‌عنوان تهماسب دوم شاه اعلام کرد.
سلطان حسین در ۹ سپتامبر ۱۷۲۷ به دستور اشرف افغان (حکومت: ۱۷۲۵–۱۷۲۹)، جانشین محمود، گردن زده شد. این اقدام در واکنش به نامه‌ای توهین‌آمیز از سوی احمد پاشا، فرمانده امپراتوری عثمانی، انجام شد که ادعا کرده بود برای بازگرداندن سلطان حسین به تخت به ایران لشکرکشی کرده است.

## سال‌های اولیه
سلطان‌حسین در سال ۱۶۶۸ در حرم‌سرای سلطنتی به دنیا آمد. او بزرگ‌ترین پسر شاه سلیمان (حکومت: ۱۶۶۶–۱۶۹۴) و یک زن چرکس بود. مانند پدرش، سلطان‌حسین در حرم‌سرا پرورش یافت و به همین دلیل تجربیات زندگی محدودی داشت و دانش چندانی دربارهٔ امور کشورداری نداشت. او تحت نظارت میر محمدباقر خاتون‌آبادی، قرآن را مطالعه کرده بود. اگرچه سلطان‌حسین قادر به صحبت به زبان فارسی بود، اما ترجیح می‌داد به ترکی آذربایجانی سخن بگوید، سنتی که در میان بسیاری از شاهان صفوی رایج بود.
هنگامی که شاه سلیمان در بستر مرگ بود، گزارش شده است که به درباریان خود توصیه کرد اگر به دنبال شهرت برای خاندان سلطنتی و کشور هستند، پسر کوچکتر، سلطان‌طهماسب (۲۳ ساله) را برگزینند، اما اگر آرامش و ثبات را ترجیح می‌دهند، پسر بزرگتر، سلطان‌حسین (۲۶ ساله) را انتخاب کنند. مارتین گودرو، کشیش مبلغ فرانسوی که در آن زمان در پایتخت ایران، اصفهان، حضور داشت، گزارش داده است که شاه سلیمان تمایل بیشتری به انتخاب سلطان‌طهماسب به عنوان جانشین خود داشت. با این حال، جانشینی سلطان‌حسین با حمایت عمه قدرتمند او، مریم بیگم (دختر شاه صفی یکم)، و همچنین خواجه‌های دربار که به دنبال افزایش نفوذ خود از طریق انتخاب حاکمی ضعیف و تأثیرپذیر بودند، تضمین شد.

## تاج‌گذاری

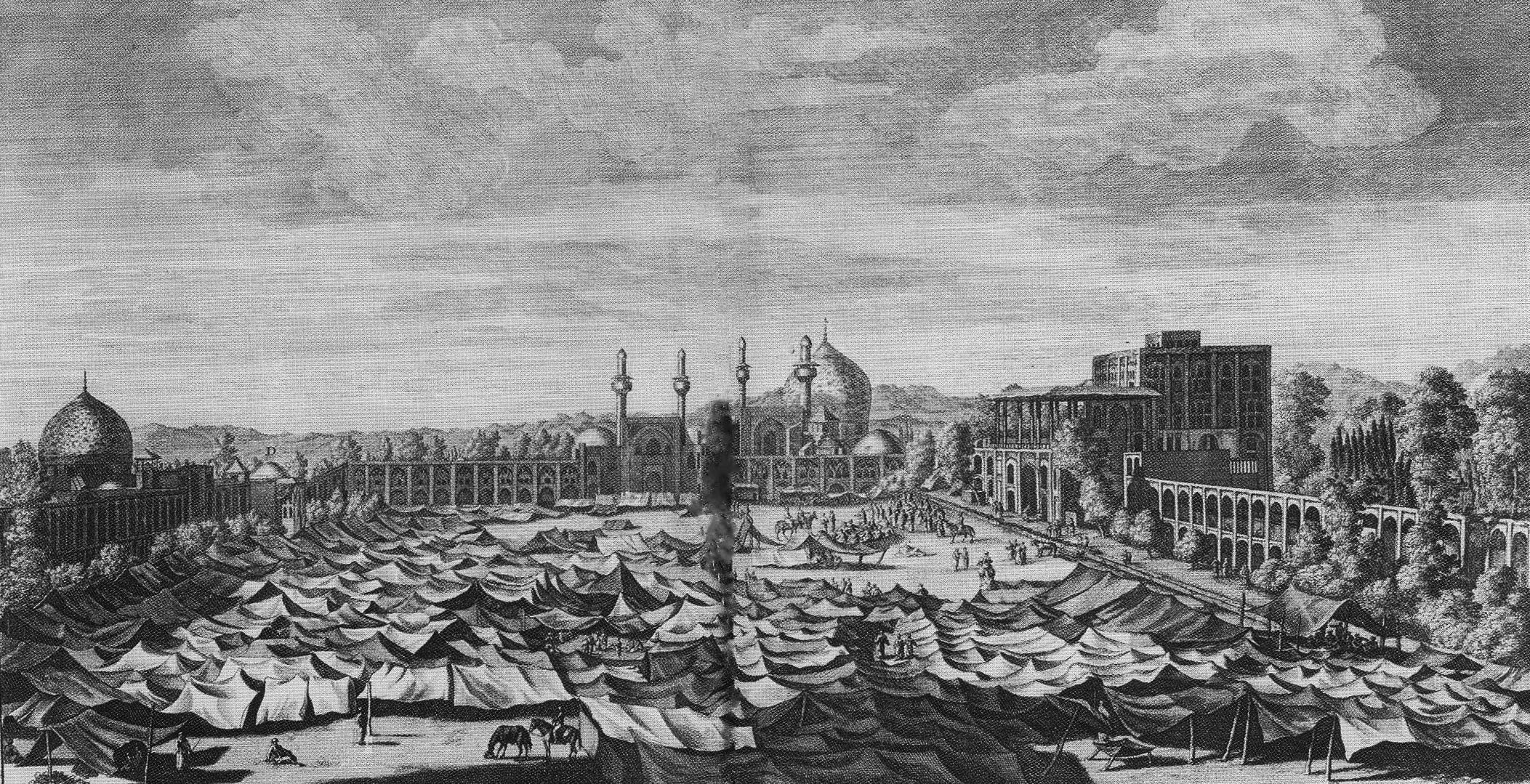
ترسیم میدان نقش جهان اصفهان اثر کرنلیوس دبروین، به‌تاریخ ۱۷۰۳.

به دلیل اختلافات میان درباریان و تمایل به برگزاری مراسم تاج‌گذاری در زمانی مناسب، سلطان‌حسین در تاریخ ۷ اوت ۱۶۹۴، یک هفته پس از درگذشت پدرش (۲۹ ژوئیه)، به تخت نشست. پیش از مراسم تاج‌گذاری، اقدامات متعددی انجام شد. برای حفظ ثبات در میان مردم، شهر اصفهان به‌طور کامل با استقرار نیروهای نظامی تحت کنترل قرار گرفت. به منظور آرامش معنوی شاه، غذای فراوانی برای عموم، از جمله فقرا، فراهم شد. به کسبه بازار دستور داده شد تا جلوی مغازه‌های خود چراغ‌هایی قرار دهند. در روز تاج‌گذاری، ساعت ۴ بعدازظهر، پس از پانزده روز وقفه، شیپورها نواخته شدند. در شب مراسم، میدان نقش جهان و بازارهای اطراف آن با نورهای درخشان روشن شدند و انواع حیوانات در میدان به نمایش گذاشته شدند. با این حال، مراسم تاج‌گذاری سلطان‌حسین در کاخ آینه‌خانه، واقع در ساحل جنوبی زاینده‌رود، برگزار شد که نشانه‌ای از گرایش او به انزواطلبی و فاصله گرفتن از امور مرکزی بود.
برخلاف پیشینیان خود، سلطان‌حسین رسم سنتی احاطه کردن شاه با شمشیر توسط رهبر صوفیان در مراسم تاج‌گذاری را کنار گذاشت و از شیخ‌الاسلام اصفهان، محمدباقر مجلسی، خواست تا این وظیفه را بر عهده گیرد. مجلسی مراسمی متفاوت ترتیب داد و در آن به سلطان‌حسین لقب «دین‌پرور» اعطا کرد. هنگامی که سلطان‌حسین از مجلسی پرسید در ازای این کار چه می‌خواهد، او درخواست اجرای شریعت اسلامی را مطرح کرد. به دنبال این درخواست، گزارش شده است که ۶٫۰۰۰ بطری شراب از انبارهای سلطنتی به‌صورت نمایشی در میدان اصلی شهر ریخته شد. فرمانی صادر شد که تمامی اقدامات «غیراسلامی» مانند تولید و مصرف مشروبات الکلی، حضور جوانان در قهوه‌خانه‌ها، خروج زنان بدون همراه مرد، و فعالیت‌های تفریحی نظیر پرنده‌بازی و بازی‌های دیگر را ممنوع می‌کرد. این فرمان در استان‌ها اعلام و بر کتیبه‌های سنگی بالای مساجد حکاکی شد.
انتقال آرام قدرت به سلطان‌حسین نشان‌دهنده همکاری نسبی میان گروه‌های برجسته دربار بود. با این حال، نفوذ محمدباقر مجلسی به‌زودی کاهش یافت و قدرت به مریم بیگم، عمه بزرگ سلطان‌حسین، منتقل شد. تحت تأثیر او، سلطان‌حسین به مصرف مشروبات الکلی روی آورد و توجه کمتری به امور سیاسی نشان داد، و بیشتر وقت خود را در حرم‌سرا و باغ‌ها سپری کرد.

## دوران پادشاهی

### سیاست مذهبی سلطان حسین

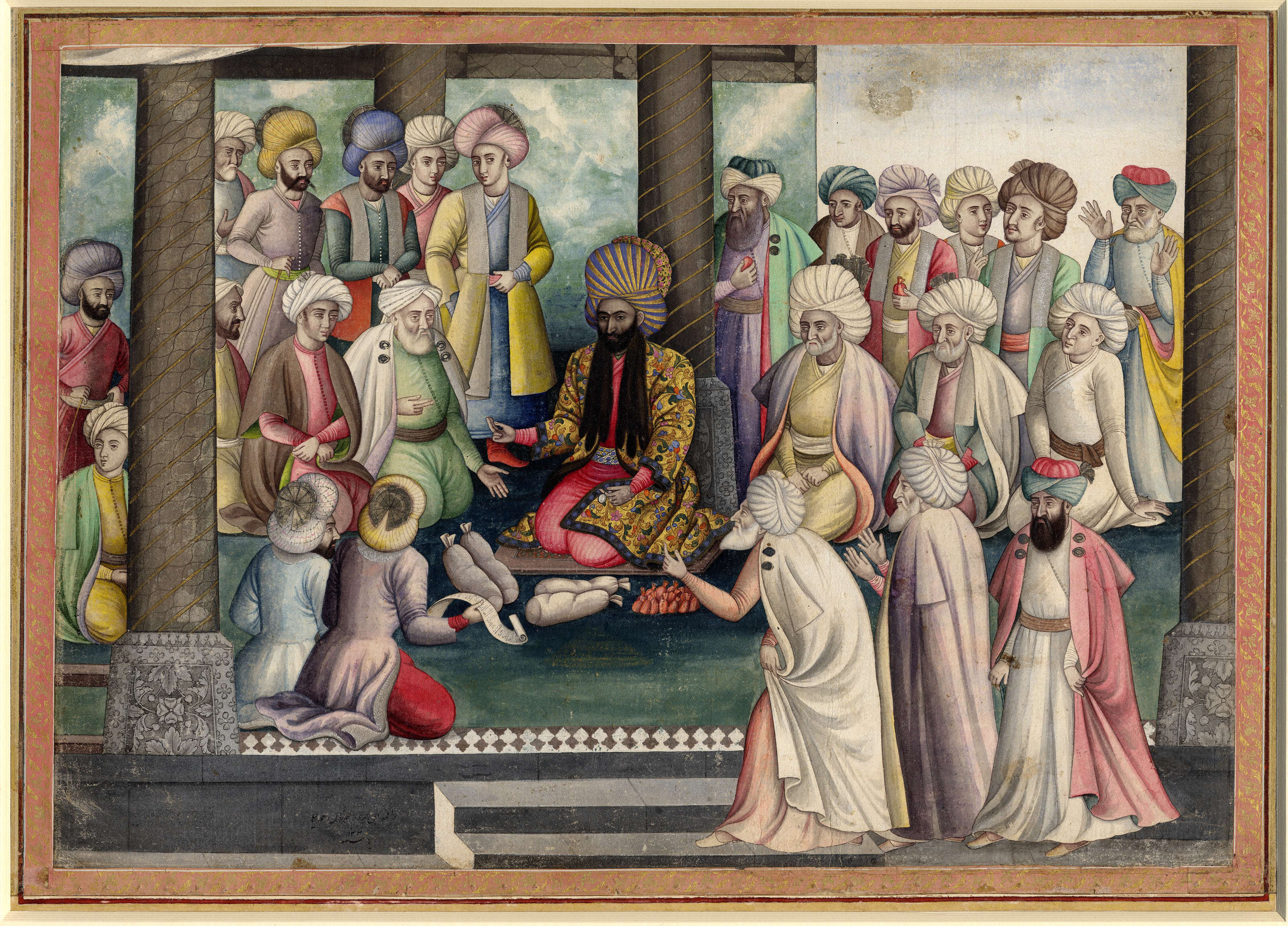
توزیع هدایا در جشن نوروز توسط شاه سلطان حسین در اصفهان (۱۱۳۳ قمری) اثر محمد علی فرزند محمد زمان این اثر در مالکیت موزه بریتانیا قرار دارد.

دیانت شاه سلطان حسین باعث شد تا علمای شیعه از وی حمایت کنند؛ طوری‌که در ابتدای سلطنتش فقیه نامی عالم تشیع محمدباقر مجلسی از او جانبداری کاملی به عمل آورد. دربار صفوی در آن زمان از یک سو زیر نفوذ فقها (در رأس آنان شیخ‌الاسلام محمدباقر مجلسی) بود و از سوی دیگر، خواجه‌سرایان و امیران قزلباش جبهه نیرومندی تشکیل داده بودند. تا زمان فوت مجلسی در ۱۱۱۰، گروه مذهبی بر خواجه‌سرایان برتری داشتند. شاه احتمالاً دستورهای مجلسی را اجرا می‌کرد و اصلاحاتی از جنبه دینی انجام می‌داد، از جمله نوشیدن شراب را ممنوع اعلام کرد. این فرمان باعث ناخشنودی خواجه‌سرایان و کسانی شد که به چنین رفتارهایی خوگرفته بودند. این بار با دخالت مریم بیگم، نه فقط این ممنوعیت از بین رفت، بلکه سلطان حسین نیز به آشامیدن آن عادت کرد. از این زمان به بعد، شاه صفوی تقریباً منزوی شد و همه کارها را وزیرانش انجام می‌دادند. گسترش نقش علمای شیعه در بنیان سیاسی ایران پیش از سلطان حسین (در زمان سلیمان یکم صفوی) آغاز شده بود؛ ولی در دوره او افزایش یافت. سیاست آزار صوفیان که پیشتر از آن توسط شاه عباس یکم بخاطر سرکوب قزلباش‌ها نهادینه شده بود، در زمان شاه سلطان حسین به اوج خود رسید. شاه، دلش می‌خواست روزی معین به عنوان روز ولادت علی بن ابی‌طالب رسمیت یابد و عید رسمی اعلام شود. وی برای این کار علمای اصفهان را گردآورد و به عبارتی، یک مجمع علمی تشکیل داد. در این مجمع، به دستور شاه، مقرر شد تا هر کسی بر اساس منابع و مدارک و آنچه قبول دارد، نظرش را روی کاغذی بنویسد. این کار انجام شد و در نهایت اکثریت علما و دانشمندان حاضر روز ۱۳ رجب را پذیرفتند. شاه نیز به عقیده اکثریت احترام گذاشت و همان روز را به عنوان روز ولادت پذیرفت و رسمی کرد.

### رواج خرافات
در داستانی آمده شاه سلطان حسین برای مقابله با افغان‌ها به توصیه یکی از سرداران مورد علاقه خود فتحعلی خان قاجار دستور پخت آبگوشت سحرآمیز را داد که پس از اطعام سپاهیان، آنان نامرئی شده و بر دشمن پیروزی یابند. طبق نسخهٔ پیرزنی استرآبادی باید در ظرفی دو پاچه بز نر با ۳۲۵ غلاف سبز نخود با آب پخته می‌شد و دوشیزه‌ای ۱۲۰۰ بار «لا إِله إِلا الله» بر آن بخواند. این گونه خوش‌باوری‌ها مانع تفکر در تمام طبقات شده و ذهن عوام را آماده قبول و دفاع تعصب‌آمیز از آنها کرده بود.

### چگونگی انتخاب زنان حرمسرای سلطان حسین
در کتاب رستم التواریخ آمده است که به دستور سلطان حسین و با فتوای ملاهای دربار، سالی سه روز مردان اصفهان حق بیرون آمدن نداشتند، و فقط زنان بیرون می‌آمدند تا سلطان و اطرافیان او، از میان آن‌ها برای حرمسرا انتخاب کنند. انتخاب از بین زنان شوهر دار هم مجاز بود.

### نقش در سقوط خاندان صفوی

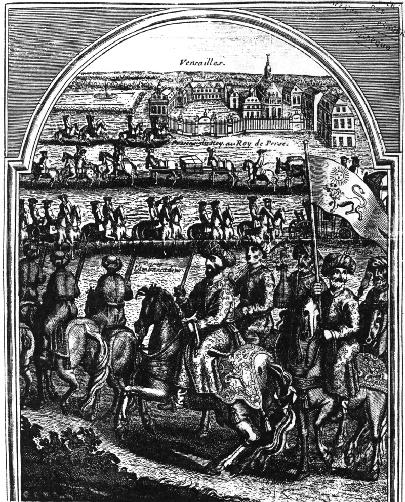
دیدار محمدرضا بیگ فرستاده شاه سلطان حسین از کاخ ورسای.

اوّلین اشتباهی که از او سر زد، انتصاب شاهنواز خان گرجی به حکومت قندهار بود. این حاکم همان کسی است که به لقب گرگین خان معروف شد و باعث شورش افغان‌ها و انقراض سلسله صفوی شد. فساد سازمان حکومتی، جایگاه اوباش در مناصب دولتی، غارتگری‌های حاکمان شهرها، ولخرجی‌های هنگفت شاه، مالیات‌های کمرشکن، سقوط بازرگانی خارجی و نظایر آن از دلایل مستقیم فروپاشی نظام حکومتی صفویان در زمان شاه سلطان حسین بود.
از نظر داخلی تربیت ضعیف شاهزادگان در دربار صفوی مهم‌ترین مشکل را ایجاد کرد. این اشتباه، از زمان عباس یکم آغاز شد. این وضعیت ادامه یافت تا این‌که شاه سلطان حسین به قدرت رسید که دانش سیاسی کافی نداشت و روحیاتش هم آرام بود و در صورت ایجاد مشکلات کاری نمی‌توانست انجام دهد. با این‌که زمینه‌های سقوط صفویان در زمان شاه عباس یکم پایه‌ریزی شد اما شاه سلطان حسین، عامل اصلی سقوط این سلسله است. ضعف‌نفس و بی‌اعتنا بودن او به امور کشوری و لشکری باعث در هم ریختن اوضاع ایران آن زمان شد. سلطان حسین، فاضل و خداترس، اما برعکس نیاکانش، به اوضاع سپاه بی‌اعتنا بود تا جایی که حقوق دو سال سپاهیان ترکمان را نپرداخت و در نتیجه آنان به آذربایجان گریختند و به قتل و غارت دست زدند. از دیگر موارد ضعف حکومت سلطان حسین، تعدد مراکز تصمیم‌گیری در امور مملکت بود که در جنگ گلناباد و عقب‌نشینی نابه‌هنگام سپاهیان صفوی از فرح‌آباد، خود را نشان داد. افزون بر آن، خلع سلاح ارمنیان جلفا و یاری نرساندن به ایشان در مقابله با افغان‌ها، برخورد نادرست با والی گرجستان و سرانجام بالا گرفتن اختلاف متشرعان و متصوفه و نیز غفلت از تحولاتی که در دنیای پیرامون روی داده بود، همراه با کنار گذاشتن احکام شرع و بی‌اعتنایی و بی‌حرمتی به صوفیانی که حامی اولیه و اصلی صفویان بودند، همه در سقوط دولت صفوی کارساز بودند. حتی زمانی که افغان‌ها اصفهان را محاصره کردند و هنوز امکان خروج از شهر وجود داشت او حاضر به ترک شهر برای گردآوری نیرو نشد و آخرین فرصت طلایی را از دست داد.
شاه سلطان حسین به‌قدری به امور کشور بی‌اعتنا بود که در پاسخ به هر چیزی که به او اطلاع می‌دادند و هر کاری که انجام می‌دادند فقط به گفتن «یخشی دور» (بسیار خوب است) بسنده می‌کرد چنان‌که یکی از معاصران وی در اینباره سروده است:
| آن ز دانش تهی، ز غفلت پر |  | شاه سلطان حسین یخشی دور |

### رابطه با روس‌ها
پتر یکم که می‌خواست از راه ایران به خلیج فارس و هندوستان راه یابد ابتدا از طریق مسالمت درآمده شخصی را به نام‌آوری به دربار شاه سلطان حسین فرستاد. شاه، او و همراهانش را به گرمی پذیرفت و حاضر شد امتیازاتی به تجّار روس بدهد. هفت سال بعد، پتر سفیر دیگری به ایران فرستاد و از تعرّضاتی که در منطقهٔ بخارا به تجّار روس شده بود، شکایت نمود و درخواست غرامت کرد. به دلیل رفتار مستبدّانه سفیر و اوضاع پریشان ایران، مذاکرات بی‌نتیجه ماند. همین امر بهانه‌ای به دست پتر داد تا در امور ایران مداخله کند.
ابتدا با اعلام جنگ علیه شاه سلطان حسین، سپس به بهانه کمک به او، و در نهایت با ادعای حمایت از شاه تهماسب دوّم (پس از سقوط اصفهان)، از حدود سال ۱۱۳۴ به قفقاز حمله برد و سواحل دریای خزر را از دربند تا رشت تصرف کرد.

### رابطه با هلندی‌ها
اقتصاد ایران به دلیل معافیت‌های گمرکی اعطاشده به کشورهای اروپایی از زمان شاه عباس یکم به بعد در مسیر سقوط قرار داشت. هلندی‌ها نیز مصونیت‌های سیاسی و معافیت‌های گمرکی از سلطان حسین گرفتند و اجازهٔ انحصاری صدور بخشی از ابریشم ایران را دریافت کردند. کار به جایی رسید که سلطان حسین برای پرداخت حقوق کارمندان خود ۱۷ هزار تومان از هلندی‌ها درخواست کرد.

### اولین قرضه ایران
در این زمان سلطان حسین اولین قرضه ایران را از هلند گرفت که به ازای ۵۰ تا ۷۰ هزار تومان هلندی‌ها جواهرات سلطنتی را گرو گرفتند.

## شورش‌های دوران شاه

تپانچه سرپر هدیه لوئی چهاردهم به شاه سلطان حسین

در زمان شاه سلطان حسین تقریباً تمامی ایران دستخوش شورش شد. لزگی‌ها اقوامی سنی‌مذهب در شمال غرب ایران بودند که وزیر اعظم شاه، فتحعلی خان داغستانی، (که یک لزگی بود) پشتیبان آن‌ها بود. به‌دلیل سختگیری‌های مذهبی آن‌ها دست به دامان دربار عثمانی شدند و علم طغیان برداشتند. قبایل بلوچ هم دائماً به بم و کرمان حمله می‌کردند. از طرف دیگر اعراب خوارج در خلیج فارس با حمایت والی عمان عزم خود را برای اشغال جزایر خلیج فارس جزم کرده بودند. کردهای شورشی نیز همدان را در سال ۱۷۱۹ اشغال کردند و تا حومه اصفهان پیش رفتند. حکمران سابق شهر تون، ملک محمود سیستانی که خود را از بازماندگان صفاریان می‌دانست، در سال ۱۱۲۲ به مشهد حمله کرد و در خراسان به حکومت پرداخت. جدی‌ترین تهدید، خطر افغان‌ها بود که در شرق به قتل و غارت می‌پرداختند. سرکرده این شورشی‌ها محمود افغان از طایفه غلجائی بود.

### شورش افغانان غلجائی
پس از مأموریّت یافتن گرگین خان به حکومت قندهار، به علّت ظلمش نسبت به مردم، طایفه افغانی غلجائی را که در حدود قندهار ساکن بودند به ستوه آورد. آن‌ها پی در پی از ظلم او به شاه سلطان حسین شکایت کردند، امّا چون دسترسی به شاه که بیشتر اوقات با زنان و خواجه‌سرایان معاشر بود، امکان نداشت و برخی خواصّ نیز نمی‌گذاشتند تظلم اهل قندهار به شاه برسد، میرویس غلجائی، کلانتر قندهار، شخصاً به اصفهان آمد تا شاه را از حقایق مطلع کند؛ ولی با تحریک گرگین خان و اعوان گرجی او، نتوانست شاه را ملاقات کند. او مدّتی در اصفهان بازداشت شد تا اجازه سفر مکّه یافت و به قصد زیارت، از اصفهان بیرون رفت.
پس از مراجعت میرویس به اصفهان، اوضاع دربار صفوی را آشفته‌تر از سابق دید. عدّه‌ای از تجّار و فرستادگان پتر کبیر، میرویس را به شوراندن افغانی‌های قندهار تحریک کردند. میرویس شایعه کرد که پتر، عازم تسخیر گرجستان و ارمنستان است و گرگین خان با او همدست شده است. با این تدبیر، موفّق شد دوباره کلانتر قندهار شود و مواظب حرکات گرگین خان باشد.
پس از بازگشت میرویس به قندهار، گرگین خان، او را تحت فشار قرار داد و دخترش را از او خواست. میرویس دختر دیگری را به نام دختر خود پیش گرگین فرستاد و تا حدّی دل او را نسبت به خود نرم نمود. در سال ۱۱۲۱ ه‍.ق او را به باغی دعوت کرد و همان‌جا او را کشت. سپس با پوشیدن لباس او، توانست وارد قلعه شده و همه اطرافیان او را بکشد. پس از این موفقیت، غلجائیان را به کمک فتوایی که از علمای سنّت، مبنی بر وجوب جنگ با شیعه گرفته بود علیه پادشاه ایران برانگیخت. در این کار، اورنگ‌زیب پادشاه هند نیز او را تحریک کرد.
پس از رسیدن خبر قتل گرگین، شاه سلطان حسین برادرزاده او کیخسرو خان را برای سرکوب میرویس فرستاد. او قندهار را محاصره کرد و یک سال نیز آن‌جا را در محاصره داشت. با این که محصورین تسلیم شدند ولی او به آن‌ها جواب مساعد نداد تا این‌که با وجود داشتن بیست و پنج هزار سرباز شکست خورد و کشته شد. این اتفاق، اعتماد به نفس میرویس و غلجائیان را افزایش داد. به‌طوری‌که سرداران دیگر صفوی را هم که به تسخیر قندهار آمدند، مغلوب کردند.

### شورش افغانان ابدالی
پس از تسخیر قندهار توسط افغان‌های شورشی غلجایی کیخسرو خان جهت دفع شوش عازم قندهار شد، هنگامی که کیخسرو خان وارد هرات شد عبدالله خان رئیس طایفه ابدالی که با طایفه غلجائی دشمن بودند به او پیوستند و قندهار را محاصره کردند. پس از شکست و قتل کیخسرو خان، افغانی‌ها ابدالی به هرات بازگشتند. با پیروزی‌های افغان‌های غلجایی، عباسقلی خان حاکم هرات که از شورش ابدالیان نگران بود عبدالله خان و پسرش را زندانی کرد طولی نکشید که در اردوی قزلباش در هرات آشوب به پا خاست و عبدالله خان و پسرش از زندان گریختند. عباسقلی خان از مقام خود عزل و به جای وی جعفرخان استاجلو وارد هرات شد با نزدیک شدن طایفه ابدالی به رهبری عبدالله خان به هرات، جعفرخان به مقابله پرداخت اما قوای وی شکست خورد و هرات در ۳ سپتامبر ۱۷۱۷ به دست شورشیان ابدالی افتاد. شاه سلطان حسین برای مقابله با آنان، فتحعلی خان داغستانی و سپس صفی‌قلی خان ترکستان را فرستاد ولی هر دو شکست خوردند. مریم بیگم عمه سالخورده شاه سلطان حسین که حاضر به پرداخت هزینه لشکرکشی به هرات شده بود شاه را واداشت که خود همراه لشکر برود. شاه سلطان حسین در زمستان ۱۷۱۸ جهت جمع‌آوری نیرو در قزوین متوقف شد اما با اختلافات شدید میان وزیران کاری از پیش نرفت.
محمود، پسر میرویس، که پس از مرگ پدر و کشتن عمویش رئیس طایفه غلجائی شده بود، در سال ۱۱۲۰ افغانان ابدالی را شکست داد و اسدالله خان، پسر عبداللّه خان ابدالی سردار ایشان را کشت. محمود وانمود کرد که این کار خدمت به دربار ایران بوده است. رجال بی‌تدبیر دربار نیز به محمود لقب حسینقلی‌خان دادند و با فرستادن یک قطعه شمشیر مرصّع، به حکومت قندهار منصوبش کردند.
دربار شاه از سرکوب این قیام‌ها عاجز بود چون از طرفی وزیر اعظم، خود یک لزگی بود و از طرفی شاه تحت تأثیر مشاورانی چون ملاباشی محمدحسین مجلسی و رحیم‌خان حکیم‌باشی قرار داشت. این دو از مخالفان وزیر اعظم به‌شمار می‌آمدند و یک لشکرکشی موفق علیه شورشیان افغان توسط وزیر اعظم را مغایر منافع خویش می‌دانستند.
همه این عوامل باعث شد شورشیان جسورانه‌تر به نافرمانی بپردازند و در سال ۱۷۲۱ میلادی محمود افغان کرمان را محاصره کرد و از آنجا عازم اصفهان پایتخت صفویه شد و در نبرد گلون‌آباد سپاه صفویه را شکست داد، شاه سلطان حسین در اصفهان ماند و افغان‌ها به محاصره اصفهان پرداختند. او تهماسب دوم شاهزاده را برای جمع‌آوری قوا به کاشان و قزوین فرستاد ولی تهماسب به جای این کار به خوش‌گذرانی‌ها و بی‌بند و باری مشغول شد. سلطان حسین به ایجاد مناسبات دوستانه با دیگر کشورها اهمیت می‌داد، اما ضعف حکومت مرکزی و قدرت گرفتن همسایه‌های ایران، از جمله امپراتوری عثمانی و روسیه، باعث مداخله و حمله آن‌ها به ایران شد.

### سقوط اصفهان
محمود افغان محاصره بی‌رحمانه‌ای را بر مردم اصفهان تحمیل کرد. او دستور داد همه محصولات منطقه نابود شود. از نیمه ژوئن ۱۷۲۲ اصفهان دچار قحطی شد و یاس و ناامیدی بر شهر مستولی گشت. خزانه دولت خالی شد و سربازان تنها از محل بودجه‌ای که کمپانی‌های هلندی و انگلیسی مانند هند شرقی به ضمانت جواهرات شاه می‌دادند حقوق می‌گرفتند. شاه برای چندمین بار تقاضای صلح کرد ولی محمود افغان نپذیرفت.
در آخرین روز مهرماه شاه لباس سیاه بر تن کرد و پیاده از قصر خود بیرون آمد. او در کوچه‌های اصفهان به گشت و گذار پرداخت و با صدای بلند ندبه و زاری از مردم طلب عفو کرد. این رفتار شاه مایه تسلی مردم شد و همه بر حال او رقت آوردند و گریه سر دادند. آنگاه شاه به قصر بازگشت و روز بعد پیکی به اردوگاه افغانان فرستاد. قرار شد روز دوم آبان ماه شاه برای کناره‌گیری از سلطنت به اردوگاه شورشیان برود اما از آنجا که بر اثر محاصره در دربار اسبی باقی نمانده بود اسبی از اردوگاه افغانان به دربار فرستاده شد و شاه سلطان حسین برای واپسین بار به عنوان شاه از قصر بیرون آمد. کروسینسکی دربارهٔ این چشم‌انداز رقت‌انگیز می‌نویسد: اگرچه ذهن مردم برای چنین مراسمی آمادگی لازم را پیدا کرده بود اما آنان تاب تماشای آن را نیاوردند. در حقیقت، مردم مانند دو روز پیش از آن که به گریه و زاری پرداخته بودند، از خود بی خود نشدند. سکوتی سنگین و مرگبار که رقت انگیزتر و پر معناتر بود جانشین گریه و زاری شده بود و در نگاه سرگردان و بهت زده انبوه مردم که قلبشان فشرده شده بود و از شکایت دم فروبسته بودند، شگفتی، ترحم، درماندگی و ناامیدی خوانده می‌شد. یک شاهد عینی خروج شاه سلطان حسین را از کاخ خود برای رفتن به فرح‌آباد و تسلیم شدن چنین توصیف کرده است: «شاه سلطان حسین در ۲۱ اکتبر یازده محرم سر ساعت یازده شب بر اسب نشست. چشمانش از اشک لبالب بود بیست و چهار تن از کارکنانی که برایش باقی مانده بودند به دنبال او جقه شاهانه یا تاج کوچک او را حمل می‌کردند. سلطان ناچار در میان و از لا به لای جسد مردگان پراکنده در شهر به حرکت آمد. نگارنده این سطور عزیمت شاه را می‌نگریستم. شاه از یکی از غلامان دستمالی گرفت تا چشمان اشک آلود خود را پاک کند».
در نهایت در ۲۳ اکتبر ۱۷۲۲ (۱۲ محرّم ۱۱۳۵) سلطان حسین به شکلی باورناپذیر و منحصربه‌فرد، درماندگی و ناتوانی خویش را با گذاشتن تاج بر سر محمود افغان به اثبات رسانید.

## مرگ
محمود در ابتدا با سلطان‌حسین با ملاحظه رفتار کرد، اما با وخامت تدریجی سلامت روانی‌اش، به او با سوءظن نگریست. در فوریه ۱۷۲۵، به دنبال شایعه‌ای مبنی بر فرار یکی از پسران سلطان‌حسین، صفی میرزا، محمود دستور اعدام تمامی شاهزادگان صفوی تحت کنترل خود را صادر کرد، به‌جز خود سلطان‌حسین. هنگامی که سلطان‌حسین برای جلوگیری از این کشتار مداخله کرد، زخمی شد، اما اقدام او جان دو فرزند خردسالش را نجات داد. محمود در ۲۵ آوریل همان سال درگذشت.
جانشین محمود، اشرف افغان، ابتدا با سلطان‌حسین با مهربانی برخورد کرد. در مقابل، سلطان‌حسین یکی از دخترانش را به همسری اشرف داد، اقدامی که مشروعیت اشرف را در نظر رعایای ایرانی تقویت می‌کرد. با این حال، اشرف درگیر جنگی با امپراتوری عثمانی بود که ادعای او بر تخت ایران را به چالش می‌کشید. در پاییز ۱۷۲۶، احمد پاشا، والی عثمانی بغداد، با لشکرکشی به سوی اصفهان پیامی توهین‌آمیز برای اشرف فرستاد و اعلام کرد که قصد دارد شاه مشروع را به تخت بازگرداند. اشرف در پاسخ، سر سلطان‌حسین را برید و آن را برای احمد پاشا فرستاد، همراه با پیامی که در آن تهدید کرد با شمشیر و نیزه پاسخی کامل‌تر خواهد داد. به گفته ایران‌شناس مایکل اکسورثی، «سلطان‌حسین در مرگ پاسخی قاطع‌تر از آنچه در زندگی داده بود، ارائه کرد.»

## سیاست خارجی
سلطان حسین در مقایسه با پیشینیان خود کمتر درگیر امور خارجی بود، اما نسبت به پدرش در سیاست خارجی مشارکت بیشتری داشت. او سیاست شاه سلیمان در حفظ روابط صلح‌آمیز با امپراتوری عثمانی را ادامه داد.

## ویژگی‌های شخصیتی
سلطان حسین فردی راحت‌طلب، تن‌آسان با دلی ساده و مهربان بود و چهره‌ای زیبا و بدنی قوی داشت. به ورزش علاقه‌ای نشان نمی‌داد، حتی در وقت جلوس به سلطنت قادر به سوار شدن بر اسب نیز نبود. شاه سلطان حسین در انزوای حرم بزرگ شده بود و برخلاف پدرش شخصیتی آرام و مهربان داشت و به تحصیل علوم و معارف علاقه‌مند بود. دین‌مداری و پرهیزگاری وی، به‌ویژه خودداری‌اش از نوشیدن شراب در جوانی، وی را شهره عام و خاص کرده بود؛ به گونه‌ای‌که قبل از پادشاهی، به وی «ملا حسین» می‌گفتند. او از آمادگی لازم برای اداره کشور برخوردار نبود.
دوران سلطنت وی صحنه رقابت علما با اعضای حرم و خواجگان حرم‌سرا بود. این عوامل باعث شد تا شاه سلطان حسین در نهایت به شخصی ضعیف‌النفس، شهوت‌ران و باده‌نوش تبدیل شود. در دوره حکومت وی آخرین بازمانده‌های نظم حکومتی و ساختار اداری که با تلاش‌های اسماعیل یکم، تهماسب یکم و عباس یکم ایجاد شده بود از میان رفت. سلطان حسین عملاً هیچ قدرتی در اداره امور نداشت و حتی علاقه‌ای هم به آگاهی از اتفاقاتی که در اطرافش می‌افتاد نشان نمی‌داد. کشور دچار هرج و مرج و نابسامانی شد و هر نوع اتفاقی بدون هیچ مانعی، حتی در پایتخت، می‌توانست رخ دهد.
شاه سلطان حسین در تمام عمرش لباس سرخ نپوشید و بنا بر آن عادت هیچ‌کس از امرا و سرداران نمی‌پوشیدند. شاهان صفوی در روز غضب که می‌خواستند کسی را بکشند لباس سرخ می‌پوشیدند. سلطان حسین هرگز فرمان قتل کسی را نداد. یک روز در باغچه تفنگ می‌انداخت و مرغی را با تفنگ زد یا به روایت دیگر یکی از فرزندانش زاغی را با تفنگ زد و او از این اتفاق ناراحت و پریشان شد و چون به آن پرنده ظلم شده بود دویست تومان زر از خزانه به فقرا صدقه داد. او پادشاهی کریم‌الطبع، محب فقرا، حلیم و سلیم و صاحب بخشش و احسان بود.
شاه سلطان حسین در جواب نامه عارف بزرگ، سید قطب الدین نیریزی، که او را از خرابی اوضاع و فتنه قریب‌الوقوع افغان‌ها هشدار می‌داد، نوشت: «راست است که فتنه افغانی‌ها در کار است. ما هم خود به علاوه تدارک دولتی، تدارک دعایی کرده، قدغن فرموده‌ایم [یعنی امر کرده‌ایم] در اندرون از رجال و نساء سادات موسویه نخود را لااله‌الاالله بخوانند. صباحاً و مساءً در کارند؛ ان‌شاءالله آش معتبری فراهم کرده به کل خلق می‌خورانیم. از باطن سادات موسویه دفع بلا خواهد شد. از جانب شما هم ملتمس دعا هستیم که دولتخواهی فرمودید. زیاده زحمتی نیست.»

## میراث
از بناهای مهم دورهٔ شاه سلطان حسین، مدرسه چهارباغ است که توسط مادر شاه بنا نهاده شد و از شاهکارهای عهد صفوی محسوب می‌شود. ساخت بنا از سال ۱۱۱۶ تا سال ۱۱۲۲ به طول انجامید و مجموعه‌ای از هنر کاشی‌کاری را در آن می‌توان دید. این مدرسه بدین جهت به مادر شاه معروف است که مادر وی موقوفات بسیاری از جمله کاروانسرای عباسی (که اکنون ساختمان ارگ عظیم نقش جهان به جای آن در مرکز اصفهان ساخته شده است) و بازارچه و … را وقف این مدرسه و طلاب آن کرده بود. در حمله افغان‌ها این اسناد به همراه کتابخانهٔ این مدرسه نابود گردید. مفتی افغان‌ها، یعنی ملا زعفران، و سایر علمای افغان مردم اصفهان را رافضی و مشرک خواندند و این شهر را مفتوح العَنوه قلمداد کردند. جماعت یاغی افغان تا آنجا که می‌توانستند و فرصت داشتند، املاک و اراضی وقفی را به تصرف خود درآوردند و طومارها و وقف‌نامه‌ها را از بین بردند. بسیاری از آن املاک را نیز به اراضی موات تبدیل کرده، قنات‌ها را پر کردند و سایر بناها مانند دکانها، کاروانسراها و سایر مستغلات را خراب کردند. در حقیقت، آنچه در عصر صفوی، به‌ویژه از دوران شاه عباس یکم تا زمان حمله افغان‌ها، به عنوان موقوفات و تشکیلات اوقاف بر اساس نظم و تدبیر حاصل شده بود، یک‌باره با هجوم نیروهای افغان (۱۱۳۵ هـ ق) و محاصره شهر و به دنبال ویرانگری این نیروها نابود شد. به‌طوری‌که نوشته‌اند:
در این زمان رقبات دفتری صفویه که تشخیص قُری را از دولتی و موقوفه ملی به درستی ربط می‌داد و در عمارت چهل‌ستون ثبت و ضبط بوده است، به وسیله افغان‌ها به رودخانهٔ زاینده‌رود افکنده شد و بدین صورت، اسناد و آثار بسیاری که مربوط به اوقاف عصر صفوی بود از این طریق نابود شده است.

### سکه‌های دوران سلطان حسین

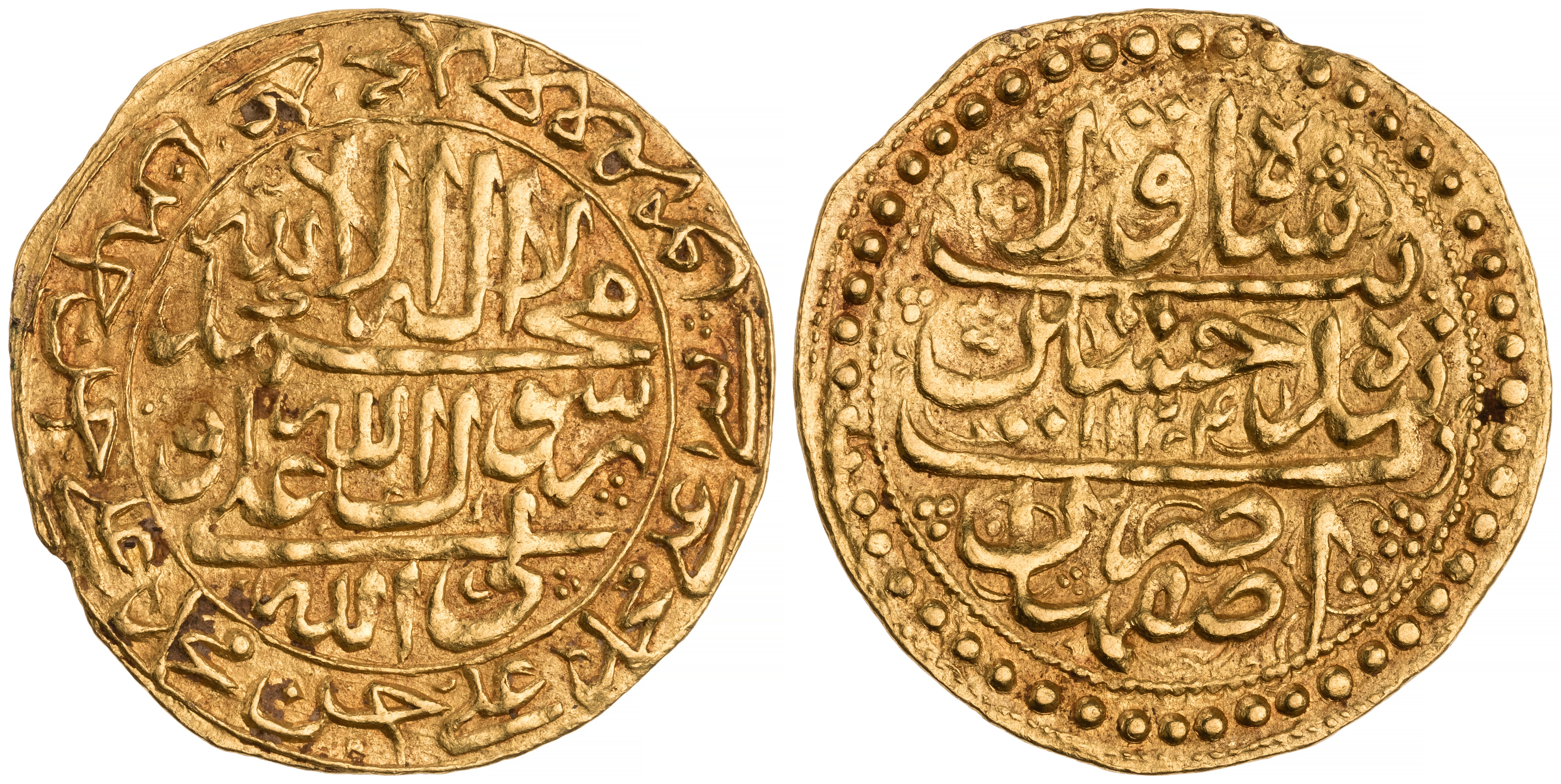
سکه شاه سلطان حسین «بنده شاه ولایت حسین» ضرب اصفهان۱۱۳۴

در میان سکه‌های به دست آمده از عصر صفوی، سکه‌های دوران شاه سلطان حسین بیشترین تعداد و تنوع را به خود اختصاص داده‌اند. بر روی همه سکه‌های مربوط به دوران شاه سلطان حسین، عبارات «لا اله الا الله محمد رسول‌الله علی ولی‌الله»، گاهی همراه با نام دوازده امام، نقش بسته و در پشت آن‌ها، از شش نوع شعر یا عبارت با ذکر نام محل ضرب استفاده شده است. در سال‌های پایانی حکومت شاه سلطان حسین سکه‌های نقرهٔ تقلبی رواج یافت. نمونه‌ای از سکه‌هایی که از این دوران به دست آمده، یکی سکهٔ عباسی از جنس نقره به وزن ۲٫۷ گرم است که در ۱۱۱۱ هجری قمری ضرب و بر روی سکه، شعر «گشت صاحب سکه از توفیق رب‌المشرقین / در جهان کلب امیرالمؤمنین سلطان حسین» نوشته شده که در پایین و حاشیهٔ آن، مکان ضرب، نقش بسته است و در پشت سکه نام امامان شیعه ذکر شده است. سکهٔ بعدی، که آن هم عباسی و از جنس نقره است، در ۱۱۳۰ هجری قمری ضرب شده است. بر روی این سکه نوشته «بنده شاه ولایت حسین» و در پایین آن، مکان ضرب نقش بسته است. سکه‌های پنج شاهی نیز از جنس نقره ضرب شده که مستطیلی شکل‌اند. این سکه در ۱۱۲۶ هجری قمری ضرب شد بر روی آن، نوشتهٔ «بندهٔ شاه ولایت حسین» و مکان ضرب، نقش بسته است و در پشت این سکه، فقط نوشتهٔ «لا اله الا الله محمد رسول‌الله علی ولی‌الله» نقش بسته است. نوع دیگری از سکه‌های مربوط به این دوران سکه‌ای است از جنس برنز که در ۱۱۰۸ هجری قمری به وزن ۱٫۹ گرم و قطر ۲۳ میلی‌متر ضرب شده. بر روی این سکه، نقش یک پرنده همراه با خوشهٔ گندم و در پشت، آن نوشتهٔ «ضرب ایروان» به چشم می‌خورد.
سکه‌های رایج در زمان صفویان از طلا و نقره و برنز بود، ولی در معاملات و داد و ستد بیشتر از سکه نقره و برنز استفاده می‌شد و سکه‌های زرین کمتر در دست مردم بود و معمولاً در جشن‌ها و تاج‌گذاری و اعیاد ضرب می‌شد. واحد پول در دوران صفوی تومان بود. سکه طلا به نام اشرفی و سکه نقره بیستی، محمدی، شاهی و عباسی نامیده می‌شد و سکه‌های برنزی، غازی نام داشت که معمولاً به آن‌ها فلوس می‌گفتند. فلوس یا فلس کلمه‌ای عربی که معادل فارسی آن پشیز، پول سیاه یا همان غازی است. این کلمه از ابولوس ((obulus یونانی، و ابلوس (obolus) لاتین و ابل ((obole فرانسه گرفته شده است و معادل یک ششم درهم (دراخما = Dracma) است. بر روی سکه‌های فلوس معمولاً تصاویر مختلفی از حیوانات و پرندگان و اشکال برج‌های دوازده‌گانه و گاهی نیز عکس شخص یا شیئی را دارد و در بعضی موارد پشت سکه اسم و تاریخ ضرب را نیز می‌توان مشاهده نمود. هر سال سکه مسی جدیدی برای نوروز یا موقع تعویض حاکم جدید به ضرب می‌رسید و بدین ترتیب قیمت سکه‌های مسی در نزدیکی نوروز پایین می‌آمد و پادشاه و حاکم وقت از این راه استفاده می‌بردند. به‌طوری‌که گفته می‌شد سکه‌های جدید مسی را هر کیلویی دو عباسی خریداری کرده و آن را دوباره تبدیل به سکه‌های مسی جدد کرده و از این راه چهار برابر استفاده می‌بردند و در عین حال مملکت را از داشتن پول زیاد غیررسمی حفظ می‌کردند. اغلب بعد از عوض شدن و ضرب سکه مسی جدید قیمت سکه مسی قدیمی به نصف می‌رسید.

## خانواده

### همسران
- در سال ۱۶۹۴ با وارسته خانم دختر صفی‌قلی خان ازدواج کرد.
- در سال ۱۶۹۸ با نازنین خانم دختر شهنوازخان شاه کارتلی ازدواج کرد.
- در سال ۱۷۱۰ با فریده بیگم (خروشان خانم) دختر کیخسرو خان شاه کاختی ازدواج کرد.
- در سال ۱۷۱۰ با آمینه بیگم (خیرالنسا خانم) دختر حسین‌قلی قاجار ازدواج کرد.

### پسران
- سلطان محمد میرزا (زاده ۱۶۹۷ – اعدام ۸ فوریه ۱۷۲۵)
- سلطان صفی میرزا (زاده ۱۶۹۹ – اعدام ۸ فوریه ۱۷۲۵)
- سلطان تهماسب میرزا (زاده ۱۷۰۴ – اعدام ۱۷۳۹)
- سلطان بهرام میرزا (اعدام ۸ فوریه ۱۷۲۵)
- سلطان سلیمان میرزا (اعدام ۸ فوریه ۱۷۲۵)
- سلطان محمود میرزا (اعدام ۸ فوریه ۱۷۲۵)
- سلطان ابراهیم میرزا (اعدام ۸ فوریه ۱۷۲۵)
- سلطان خلیل میرزا (اعدام ۸ فوریه ۱۷۲۵)
- سلطان حمزه میرزا (اعدام ۸ فوریه ۱۷۲۵)
- سلطان حیدر میرزا (اعدام ۸ فوریه ۱۷۲۵)
- سلطان اسماعیل میرزا (اعدام ۸ فوریه ۱۷۲۵)
- سلطان جعفر میرزا (اعدام ۸ فوریه ۱۷۲۵)
- سلطان محمدباقر میرزا (اعدام ۸ فوریه ۱۷۲۵).[۲۷]

### دختران
- نواب بیگم، با میرزا محمد مقیم خلیفه سلطانی ازدواج کرد.
- نواب بیگم، با میرزا محمد ابراهیم رضوی ازدواج کرد.
- مریم بیگم، با میرزا سید مرتضی خلیفه سلطانی ازدواج کرد.
- راضیه بیگم، (درگذشت ۱۷۷۶) ابتدا با داوود خان امیر گرجستان و در سال ۱۷۳۰ با نادر شاه افشار ازدواج کرد.
- زینت بیگم، در سال۱۷۲۲ با محمود غلزایی ازدواج کرد.
- شاهزاده بیگم، در سال ۱۷۲۵ با اشرف غلزایی ازدواج کرد.
- فاطمه بیگم، (درگذشت ۱۷۴۰) در سال ۱۷۳۰ با رضاقلی میرزا افشار ازدواج کرد.
- جان‌آغا بیگم در سال ۱۷۳۰ با سید محمد میرزا (شاه سلیمان دوم) پسر شهربانو بیگم ازدواج کرد.
- شهربانو بیگم، در سال ۱۷۳۰ با میرزا محمد شفیع مرعشی ازدواج کرد.
- زینت بیگم (درگذشت ۱۷۳۶)، با ابراهیم خان افشار ازدواج کرد
- نواب بیگم، با ابوالقاسم خان افشار ازدواج کرد.
- نواب بیگم، با رحیم خان افشار ازدواج کرد.[۲۸]